# W letnim mieszkaniu
W letnim mieszaniu – obraz olejny Józefa Mehoffera namalowany w 1904 roku w Zakopanem. Od 1920 w zbiorach Muzeum Narodowego w Krakowie (nr inw. MNK-II-b-896), dar Feliksa Jasieńskiego.

## Opis
Obraz jest portretem żony artysty – Jadwigi z Janakowskich Mehofferowej (1871–1956). Modelka ukazana jest na tle wnętrza mieszkalnego. Ubrana jest w białą spódnicę, pomarańczową bluzkę i biały kapelusz ze strusich piór. W ręce trzyma sosnową gałązkę. Stoi na dywanie z efektownym kwiatowym wzorem. Po prawej stronie widać fisharmonię, na niej otwarte nuty oraz bukiety w ludowych dzbankach. Z lewej strony znajduje leżak oraz zabawki dziecka. W głębi, pod zielonym abażurem stoi zastawiony do posiłku stół, a przy nim siedzi czteroletni wówczas syn Mehofferów - Zbigniew.